# Jordskælvet i Det Indiske Ocean 2004
Jordskælvet i Det Indiske Ocean 2004 var et undersøisk jordskælv den 26. december 2004 klokken 00:58:53 UTC (klokken 01.58.50 dansk tid, klokken 7.58.50 lokal tid) med epicenter vest for øen Sumatra i Indonesien. Jordskælvet forårsagedes af subduktion og igangsatte en serie ødelæggende tsunamier langs med kysten af de fleste landstrækninger, der grænser til det Det Indiske ocean. Tsunamierne dræbte mere end 225.000 mennesker i 11 lande og oversvømmede kystområder med bølger på op til 30 meters højde. Jordskælvet er en af de naturkatastrofer, der har krævet flest menneskeliv nogensinde. Indonesien, Sri Lanka, Indien og Thailand blev hårdest ramt. Jordskælvets styrke var 9,3 på Richter-skalaen (Mw) ifølge GEUS og 9,1 ifølge USGS.
Hypocentret lå i 30 kilometers dybde, 160 km vest for Sumatra, tæt ved øen Simeulue.
Nogle af de udløste tsunamier traf Sumatra kort tid efter, og de øvrige ramte fjernere kyster timer senere. De nåede Sri Lankas sydlige kyst omkring kl. 09.20 lokal tid. Nogle steder traf de strandene med en bølgehøjde på 10 meter, men højder på 3–6 meter var mere typiske. Bølgehøjden afhænger bl.a. af, hvor grundt det er ud for kysten, hvor bølgen træffer, og hvor kraftig tsunamien er.
Jordskælvet blev fulgt af kraftige efterskælv i flere timer, de nordligste ved Andamanerne i Den Bengalske Bugt. De kraftigste udløste mindre flodbølger. Mindre kraftige efterskælv fortsatte i dagevis. Jordskælvet var på verdensplan det tredje mest kraftige jordskælv, der er registreret, det kraftigste i 40 år siden Langfredagsjordskælvet i Alaska i 1964, og det anslås, at den frigjorde energi var på 9.560 gigaton TNT svarende til 40.000 EJ eller 4×1022 J.[kilde mangler]

## Kronologi
- 07.58 indonesisk tid: Jordskælvet finder sted, registreres på det geofysiske institut i Jakarta, styrkebestemmes til 9 på richterskalaen.
- + 16 minutter: Varsel udsendes fra Hawaii. Følgejordskælv langs Nikobarene og Andamanene bliver også meldt.
- + 30 minutter: Kæmpebølger, op til 10 meter høje, begynder at ramme Sumatras vestkyst.
- + 1 til 2 timer: Bølgerne når Thailand, det sydlige Myanmar og dele af Malaysia.
- + 2 til 3 timer: Sri Lanka.

Noget senere også Koromandelkysten og Kerala i Indien.
Svagere bølger langs Malayahalvøens sydkyst; området er skærmet af Sumatra.
- + 3 til 4 timer: Maldivernes 1.193 øer.
- + 6 til 7 timer: Somalia, Kenya, Tanzania.
- + 8 til 9 timer: Øene Rodrigues, Mauritius og Réunion.

## Lande berørt af katastrofen
Der blev fra efter få timer meldt om et stort antal omkomne og savnede, og tabstallene øgedes for hver dag. På Sumatra i Indonesien mistede flest livet. I alt omkom flere end 230.000 mennesker.

### Detaljer om Indien
Det store flertal af dødsofre i Indien skete i delstaten Tamil Nadu. Øgruppen Andamanerne og Nikobarerne meldte om et højt antal savnede. Det antages, at halvdelen af de indere, som menes omkommet, befandt sig på disse øer.
Da tsunamien traf Indien, blev en del af sydøstkysten skånet, fordi den ligger i læ af Sri Lanka. Nord for Sri Lanka var der særlig mange omkomne langs den sydlige del af Koromandelkysten (nordlige Tamil Nadu, Pondicherry, særlig i distriktet Nagapattinam), men også mange mistede livet i delstaterne Andhra Pradesh og i Orissa. Lige syd for byen Nagapattinam dræbte flodbølgen omkring 1.500 pilgrimme på det katolske valfartssted Vailankanni; intet andet enkelt sted på det indiske fastland blev ramt hårdere.
Den del af tsunamien, som traf den indiske kyst efter at have passeret syd for Sri Lanka, ramte den sydlige spids af Tamil Nadu og enkelte af de sydlige distrikter i delstaten Kerala.

### Detaljer om Indonesien
Indonesien havde umiddelbart før nytåret 2004/2005 opgjort antallet af døde til næsten 80.000, de fleste i provinsen Aceh på den nordlige del af Sumatra, men også mange på vestkysten og øerne i naboprovinsen Nordsumatra. Man suspenderede for en periode den officielle optælling af omkomne på grund af det store kaos, som var opstået. Senere blev optællingen genoptaget, og pr. 15. januar 2005 begyndte tallet at nærme sig 120.000.
Området blev først rystet af det særdeles kraftige jordskælv, som i sig selv førte til store ødelæggelser. Derefter fulgte indtil syv tsunamier af varierende styrke. I Aceh gik det særlig hårdt ud over provinshovedstaden Banda Aceh, som ligger ved kysten og flere byer langs vestkysten. Den by, som blev hårdest ramt, var Meulaboh. Øerne nærmest Banda Aceh ramtes også hårdt, mens den ø, som ligger nærmest jordskælvets epicenter, Simeulue, syntes at være kommet bedre fra det, fordi folk umiddelbart flygtede bort fra kysten og højt op i terrænet. Muligvis omkom kun 5 personer her. Naboøen Nias havde derimod større tab af menneskeliv. Også nordkysten af Sumatra blev ramt; 10 meter høje tsunamier rundede spidsen af øen og rullede ind mod Malakkastrædet.

### Detaljer om Malaysia
Til trods for sin nærhed til jordskælvet slap Malaysia relativt billigt fra katastrofen. Det skyldes dels, at landet ligger i læ for Sumatra i forhold til jordskælvet, dels at de nordlige dele af landets vestkyst, som blev ramt af bølgerne, fik et forvarsel. Fjernsyn og radio meldte om faren, og livreddere satte røde flag op langs strandene. De områder, som blev ramt, var særligt øer som Langkawigruppen og Penang. Fire provinser har meldt om omkomne: 52 i Penang, 10 i Kedah, 3 i Perak og 1 i Selangor. Der var en hel del materielle skader i de samme områder.

### Detaljer om Maldiverne
Maldiverne erklærede national katastrofe. En tredjedel af øerne i denne østat kom fuldstændig under bølgerne – gennemsnitshøjden på landmassen i landet er knap én meter over højvandsniveauet. To tredjedele af hovedstaden Malé stod under vand efter katastrofen.

### Detaljer om Sri Lanka
Omkring 70 % af landets kyster blev ramt, særlig de øst-, syd- og sydvestvendte kyster. De ramte distrikter var, fra nord - i urets retning - mod sydvest: Jaffna, Kilinochchi, Mullaittivu, Trincomalee, Batticaloa (alle overvejende tamilske områder); og Ampara, Hambantota, Galle og i nogen grad Kalutara (alle overvejende singalesiske områder). En mindre del af distriktet Colombo blev også ramt.
Omkring 1,5 millioner blev hjemløse.
Mange af de omkomne var børn og gamle. De tamilske byer Mullaittivu og Vadamaradchi East blev omtrent udraderet. I Mullaittivu blev en katolsk kirke, fyldt af troende samlet til højmesse, ramt, og et børnehjem med 150 forældreløse børn blev skyllet i havet. Mellem Colombo og Galle blev et tog med 1.700 passagerer ramt af bølgen – næsten alle omkom.
Kinesiske antipersonelminer af typen T-72A, efterladenskaber efter mange års kampe mellem regeringsstyrkerne og separatistbevægelsen De Tamilske Tigre, frygtes at være ført med vandstrømmene rundt omkring i landskabet.

### Detaljer om Thailand
Omkring halvdelen af de omkomne var turister, resten thailændere eller gæstearbejdere fra Myanmar. De populære turistmål Phuket og Phi Phi blev hårdt ramt, men et mindre turistområde 60 km længere nordpå, Khao Lak, gik det endnu værre. De omkomne, som de thailandske myndigheder redegjorde for inden årsskiftet, fordelte sig således mellem de berørte provinser (fra grænsen til Myanmar i nord til grænsen til Malaysia i syd):
- 164 i Ranong
- 3.689 i Phang Nga (med feriestedet Khao Lak)
- 279 i Phuket
- 367 i Krabi (med Phi Phi-øerne)
- 5 i Trang
- 6 i Satun

Den markante forskel mellem Phang Nga (82%) og de øvrige fem kystprovinser (18%) kan delvis forklares med, at Khao Lak næsten udelukkende havde lave bungalower nede på strandsletten og ikke så mange fleretages hoteller bygget på højdedrag bag stranden. Særlig mange tyskere og skandinaver holdt ferie i Khao Lak.

### Detaljer om Myanmar (Burma)
Selv om antallet af dødsofre mistænkes for at være højere end, hvad Myanmars myndigheder har oplyst, er der grund til at tro, at det område, som lå mest direkte på tsunamiens vej, den administrative enhed Tanintharyi, kom langt bedre fra det end Thailand. Området er tyndt befolket, og ud for kysten ligger et stort antal øer, bl.a. Merguiøerne, som afbødede en del af bølgernes kraft på vej indover. En thailandsk katolsk præst i grænseprovinsen Ranong i Thailand sagde til et katolsk nyhedsbureau den 4. januar, at hans kilder og information fra oppositionen i Myanmar tydede på et dødstal på omkring 600.

### Detaljer om Somalia
Flere landsbyer i Somalia, som ligger så langt som 4.500 km fra jordskælvets epicenter, blev skyllet væk af enorme bølger. Det meste af skaden fandt sted i området Puntland, en landsdel som er kontrolleret af militsgrupper, som ikke samarbejder med magthaverne i Mogadishu. Særlig Ras Hafun 1.150 km nordøst for Mogadishu blev ramt. Landsbyerne Beyla, Garacad, Muduy og Nugaal i Puntland blev ødelagt.

### Omkomne i de direkte ramte lande ved Det Indiske Ocean
| Land         | Omkomne                                        | Omkomne                                               | Skadet                                           | Savnet  | Hjemløse                                                |
| Land         | Bekræftet                                      | Antaget1                                              | Skadet                                           | Savnet  | Hjemløse                                                |
| ------------ | ---------------------------------------------- | ----------------------------------------------------- | ------------------------------------------------ | ------- | ------------------------------------------------------- |
| Indonesien   | 126.915                                        | 126.915+                                              | ~100.000                                         | 37.063  | 400.000–700.000                                         |
| Sri Lanka    | 30.957                                         | 38.195                                                | 15.686                                           | 5.637²  | ~573.000 Arkiveret 7. maj 2008 hos Wayback Machine      |
| Indien       | 10.749                                         | 16.413                                                | —                                                | 5.640]  | 380.000                                                 |
| Thailand     | 5.3953                                         | 11.000                                                | 8.457                                            | 2.932   | —                                                       |
| Somalia      | 298                                            | 298                                                   | —                                                | —       | 5.000 Arkiveret 7. maj 2008 hos Wayback Machine         |
| Myanmar      | 61                                             | 290–600 Arkiveret 9. oktober 2006 hos Wayback Machine | 45 Arkiveret 21. januar 2005 hos Wayback Machine | 200     | 3.200                                                   |
| Malaysia     | 74                                             |                                                       | —                                                | —       |                                                         |
| Maldiverne   | 82 Arkiveret 17. juni 2009 hos Wayback Machine | 108                                                   | —                                                | 26      | 12.000–22.000 Arkiveret 7. maj 2008 hos Wayback Machine |
| Seychellerne | 1–3                                            | 3                                                     | —                                                | —       | —                                                       |
| Tanzania     | 10                                             | 10+                                                   | —                                                | —       | —                                                       |
| Bangladesh   | 2                                              | 2                                                     | —                                                | —       | —                                                       |
| Sydafrika    | 25                                             | 2                                                     | —                                                | —       | —                                                       |
| Kenya        | 1                                              | 2                                                     | 2                                                | —       | —                                                       |
| Yemen        | 1                                              | 1                                                     | —                                                | —       | —                                                       |
| Madagaskar   | —                                              | —                                                     | —                                                | —       | 1.000+                                                  |
| Total        | 284.881+                                       | ~345.000                                              | ~125.000                                         | ~40.000 | ~1,5 millioner                                          |

Bemærk: Alle tal er omtrentlige. Detaljer er tilgængelige ved at klikke på det enkelte tal. Linkene fører som regel til en udenlandsk nyhedstjeneste.
1 Omfatter også dem, som er opgivet under «bekræftet».
2 Omfatter ca. 19.000 omkomne i de regionerne, som er under tamilsk kontrol.
3 Omfatter mindst 2.464 udlændinge.
4 Dette tal omfatter indbyggere i Myanmar, der er flyttet til Thailand, og som er blevet sendt tilbage til Myanmar uden papirer.
5 Omfatter ikke sydafrikanere, som var på ferie i katastrofeområdet.

### Nordiske lande som har mistet indbyggere, som opholdt sig i landene omkring Det Indiske Ocean
- Danmark: 46 bekræftet omkommet, 0 savnes.
- Finland: 121 bekræftet omkommet, 57 savnes.
- Sverige: 457 bekræftet omkommet, 86 savnes.
- Norge: 79 bekræftet omkommet, 5 savnes.

### Andre lande, der har mistet egne statsborgere, som opholdt sig i landene omkring Det Indiske Ocean
| Lande i Europa: - Belgien: 10 bekræftet omkommet, 1 savnes. - Estland: 3 bekræftet omkommet. - Frankrig: 95 bekræftet omkommet. - Irland: 4 bekræftet omkommet. - Grækenland: 3 savnes. - Hviderusland: 5 savnes. - Italien: 54 bekræftet omkommet. - Kroatien: 1 bekræftet omkommet. - Liechtenstein: 1 savnes. - Luxembourg: 2 bekræftet omkommet. - Holland: 35 bekræftet omkommet, 1 savnes. - Polen: 4 bekræftet omkommet, 5 savnes. - Portugal: 4 bekræftet omkommet, 4 savnes. - Rumænien: 2 savnes. - Rusland: 2 bekræftet omkommet, 7 savnes. - Spanien: 1 bekræftet omkommet, 1 savnes. - Storbritannien: 136 bekræftet omkommet, 8 savnes. - Schweiz: 87 bekræftet omkommet, 26 savnes. - Tjekkiet: 6 bekræftet omkommet, 2 savnes. - Tyskland: 502 bekræftet omkommet, 56 savnes. - Ungarn: 3 savnes. - Ukraine: 2 savnes. - Østrig: 74 bekræftet omkommet, 16 savnes. Lande i Afrika: - Sydafrika: 12 bekræftet omkommet, 3 savnes. | Lande i Amerika: - Argentina: 2 omkommet. - Brasilien: 2 omkommet. - Canada: 15 omkommet, 5 savnes. - Chile: 1 omkommet. - Colombia: 1 omkommet. - Mexico: 2 omkommet, 1 savnes. - USA: 23 omkommet, 10 savnes. Lande i Asien: - Brunei: 2 savnes. - Filippinerne: 8 bekræftet omkommet. - Hong Kong: 29 bekræftet omkommet, 11 savnes. - Israel: 6 bekræftet omkommet, 1 savnes. - Japan: 34 bekræftet omkommet, 8 savnes. - Kina: 3 bekræftet omkommet, 7 savnes. - Macao: 2 bekræftet omkommet, 3 savnede. - Malaysia: I tillæg til dødsofrene i hjemlandet omkom 6 malaysiere i det sydlige Thailand. - Singapore: Mindst 9 bekræftet omkommet: 5 på Phuket, 1 i Indien, 2 i Indonesien, og 1 i Sri Lanka. - Sydkorea: 17 bekræftet omkommet, 3 savnes. - Taiwan: 3 bekræftet omkommet. - Tyrkiet: 1 bekræftet omkommet, 5 savnede. Lande i Oceania: - Australien: 24 bekræftet omkommet, 3 savnes. - New Zealand: 6 bekræftet omkommet. |

## Dødstal i historisk sammenhæng
Det jordskælv, som siden 1899 har krævet flest ofre, var jordskælvet i Tangshan. Det ramte millionbyen Tangshan i Kina i 1976, og mindst 255.000 blev dræbt. Eksperter mener imidlertid, at dette tal er alt for lavt sat. Nogle overslag lyder på helt op til 650.000 dræbte.
Før var der det særlig store jordskælv i Ashgabat i Turkmenistan i det daværende Sovjetunionen (1948, 110.000), jordskælvet i Qinghai i Kina (1927, 200.000 døde), jordskælvet i Tokyo i Japan (1923, 143.000 døde) og jordskælvet i Gansu-provinsen i Kina (1920, 200.000 døde).
Det mest dødbringende jordskælv kendt i verdenshistorien fandt sted i 1556 i den kinesiske Shaanxi-provins og skal have krævet 830.000 menneskeliv.
Man kender imidlertid ikke til tsunamier, som har krævet nær så mange liv som denne. En tsunami ved Awa i Japan dræbte over 100.000 mennesker i 1703.
I 1782 udløste et jordskælv i Sydkinahavet en tsunami, som krævede 40.000 menneskeliv.
Da vulkanøen Krakatau i strædet mellem Sumatra og Java eksploderede i 1883, udløste det en tsunami, som antages at have dræbt 36.000 mennesker.
I 1900-tallet skete den mest dødbringende tsunami i Morobugten ved Mindanao på Filippinerne i 1976. 8.000 omkom.
Den værste tsunami i Atlanterhavet i nyere tid blev udløst af Jordskælvet i Lissabon 1755. Over 100.000 mennesker omkom ved jordskælvet og den efterfølgende tsunami.